# LASKOWSKI BAND
LASKOWSKI BAND（ラスコウスキー　バンド）は、1998年に4人のメンバーでポーランド・ワルシャワで設立されたバンド。会員の誕生日、結婚式、新婚旅行、あるいはホテル、レストラン、芸術機関、国家機関などに音楽を提供しているバンド。

## メンバー
- Krzysztof Laskowski - バンドリーダー　トランペット　ボーカル　ピアノ　アレンジ担当
- Mariusz Żmudziak - ボーカル　ピアノ　ベース　ドラム
- Bogdan Szczepaniak - アコースティックギター
- Sylwia Przetak - ボーカル